# Eisenstadt

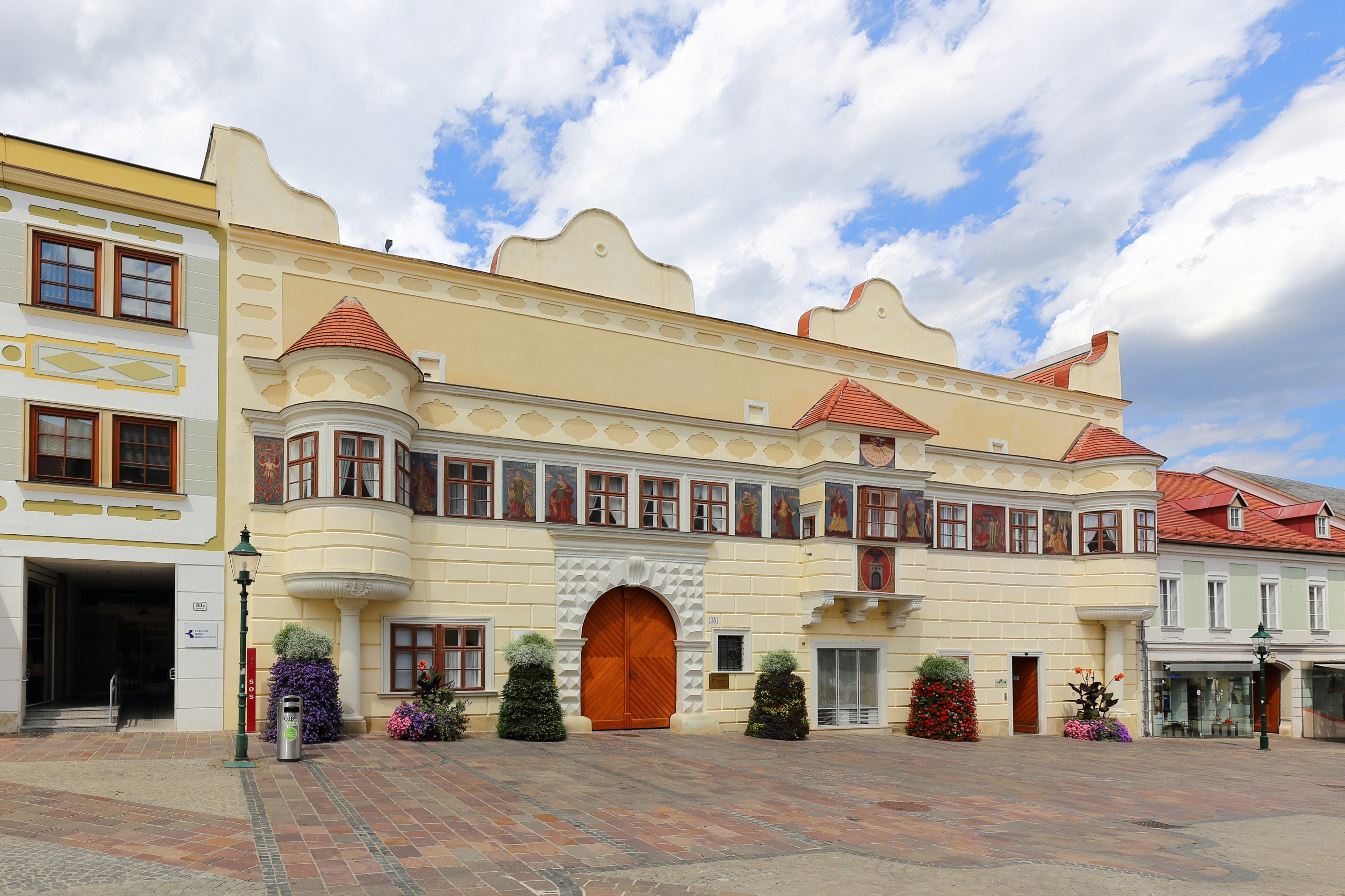
Stary Ratusz

Eisenstadt (węg. Kismarton, burg.-chor. Željezno) – miasto statutarne we wschodniej Austrii, u podnóża Gór Litawskich, stolica kraju związkowego Burgenland oraz powiatu Eisenstadt-Umgebung do którego jednak miasto nie należy. Liczy 15,7 tys. mieszkańców (1 stycznia 2023). Położone w centrum rolniczego regionu Burgenland, stanowi jego zaplecze handlowo-usługowe. W regionie przeważają uprawy winorośli, buraków cukrowych i tytoniu. Istnieje rozwinięty przemysł przetwórstwa spożywczego i przemysł włókienniczy. Obecna nazwa i prawa miejskie nadano w 1373. Oficjalna nazwa miasta brzmi Królewskie Wolne Miasto (Königliche Freistadt).

## Zabytki i atrakcje turystyczne
- zamek obronny Esterházych z XVII wieku
- ratusz i kamienice z XVII w.
- dom – obecnie muzeum Josepha Haydna, a w kościele cmentarnym – mauzoleum artysty
- gotycka katedra św. Marcina z XV/XVI wieku
- gotycko-barokowy kościół Franciszkanów z XV–XVII w.
- dawna dzielnica żydowska z zachowanym cmentarzem
- ogród ziołowy Haydna
- Rossschweme – okazała fontanna otoczona rzeźbami plenerowymi
- pomnik Hansa Sylvestra

## Współpraca
Miejscowości partnerskie:
- Bad Kissingen, Niemcy
- Colmar, Francja
- Lignano Sabbiadoro, Włochy
- Sanuki, Japonia
- Sopron, Węgry
- Wiener Neustadt, Dolna Austria